# Мананаурі
Мананаурі (груз. მანანაური) — село в Грузії.
За даними перепису населення 2014 року в селі проживає 2 особа.